# Cumminsiella antarctica
Cumminsiella antarctica är en svampart som först beskrevs av Speg., och fick sitt nu gällande namn av J.W. Baxter 1958. Cumminsiella antarctica ingår i släktet Cumminsiella och familjen Pucciniaceae.   Inga underarter finns listade i Catalogue of Life.